# Адам Прибићевић
Адам Прибићевић (Костајница, 24. децембар 1880 — Виндзор, 7. фебруар 1957) био је српски и југословенски политичар и публициста из Хрватске. Био је млађи брат Светозара Прибићевића и припадник десног крила Самосталне демократске странке. Крајем 1943. године пришао организацији Драгољуба Михаиловића и постао члан Централног националног комитета. Августа 1944. године је избегао у Италију. После завршетка Другог светског рата остао је у емиграцији у Канади, где је и умро.

## Биографија
Гимназију је завршио у Сремским Карловцима, студије права у Загребу. Политичку делатност започиње у Српској самосталној странци, пише у њеним листовима Србобрану и Српском колу.
Следбеник Томаша Г. Масарика, по својим политичким ставовима Адам Прибићевић је сасвим близак брату Светозару Прибићевићу, те с њим непрекидно тесно сарађује стављајући најјачи акценат на окупљање и просвећивање сељаштва. Године 1908. био је оптужен у велеиздајничком процесу због везе с братом Миланом Прибићевићем, официром и Валеријаном Прибићевићем, професором, за сарадњу на изради и спровођењу револуционарног програма против Аустроугарске. Због тога је с братом Валеријаном (Васом) осуђен на 12 година тешке тамнице. Године 1910. процес је аболиран, а Прибићевић ослобођен.
У циљу развоја села, окупљања и просвећивања сељаштва, основао је друштво за културно и економско унапређење српског села под именом Сељачко коло.
До избијања Првог светског рата био је уредник Српског кола; његова мисија у Београду 1913. и разговори с Николом Пашићем претходили су одлуци Коалиције о компромису са владом у Будимпешти.
После избијања рата Прибићевић је ухапшен и 1915. упућен на фронт у Галицију. После 1918. неко време живи у Београду, где издаје „Народ”, „лист за сељаке”. Од 1924. живи у Недаковцу код Вучитрна, на Косову. Опредељен за Самосталну демократску странку, јавља се у њеним листовима („Ријеч”, и „Реч”) чланцима о проблематици села и сељаштва. Преселио се у Батајницу 1940.
Истрајао је до краја уз брата Светозара, а после његове смрти 1936, био је изабран за председника СДС. Захвалио се на председништву странке априла 1938. Од августа 1944. живео је у емиграцији, једно време у Лондону, а затим у Канади. У емигрантским данима активно је радио у организацијама Срба у дијаспори, а један је од оснивача Удружења српских писаца у иностранству 1951. године.
Са групом аутора 1950. године упућује генералном секретару Уједињених нација промеморију: Memorandum on Crimes of Genocide Committed against the Serbian People by the Government of the Independent State of Croatia during World War II. Објавио је Насељавање Срба по Хрватској и Далмацији и мемоаре Мој живот и Од господина до сељака.
Извршио је самоубиство 7. фебруара 1957. године у Виндзору. Сахрањен је на Батајничком гробљу.
Од 2008. године улица Нова 16. у Бусијама, приградском насељу Београда, носи име по Адаму Прибићевићу.